# Droga krajowa B292 (Niemcy)
Droga krajowa nr 292 (niem. Bundesstraße 292, B 292) – niemiecka droga krajowa w Badenii-Wirtembergii. Zaczyna się w Bad Schönborn, krzyżując się z drogą krajową B3 a kończy się w Lauda-Königshofen krzyżując się z B290.

## Opis trasy
Droga krajowa 292 rozpoczyna się od drogi krajowej B3 w Bad Schönborn, trasa biegnie przez 
Eichtersheim (B39), Sinsheim (B39) i (B45), Neckarelz (Mosbach) (B27) i (B37), Auerbach (Mosbach) (B27), Osterburken, kończąc swój bieg w Lauda-Königshofen B290.